# Astacilla dollfusi
Astacilla dollfusi is een pissebed uit de familie Arcturidae. De wetenschappelijke naam van de soort is voor het eerst geldig gepubliceerd in 1925 door Monod.